# Роберто Луонго

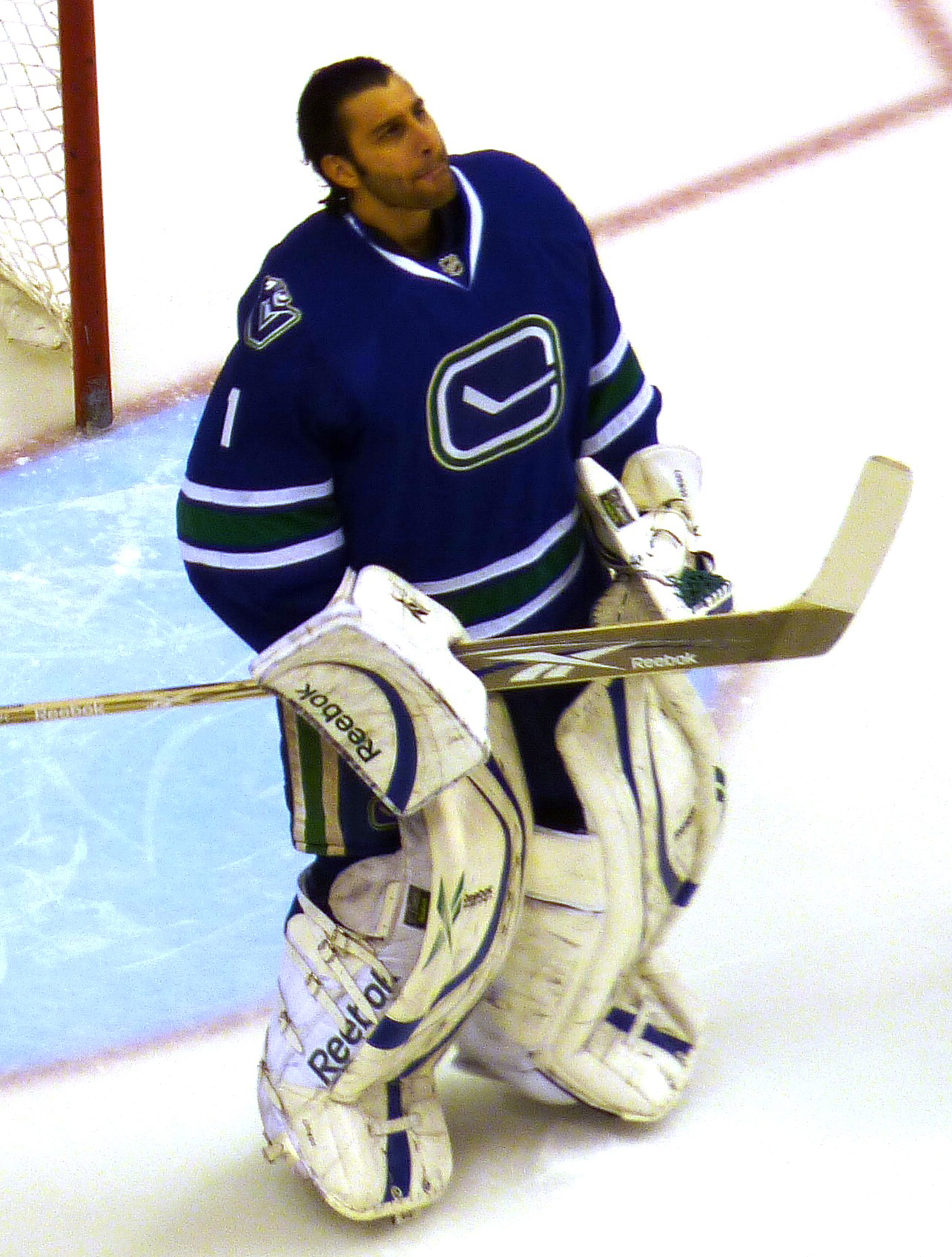
Роберто Луонго

Робе́рто Луо́нго (англ. Roberto Luongo; нар. 4 квітня 1979, Монреаль, Квебек) — канадський професіональний хокеїст, воротар. Капітан клубу Національної хокейної ліги «Ванкувер Канакс». Луонго став першим воротарем НХЛ після Білла Дарнена в сезоні 1947—48, який був обраний капітаном команди, вважається одним із найкращих воротарів ліги. Раніше Луонго виступав за «Нью-Йорк Айлендерс» і «Флорида Пантерс».
На юнацькому рівні Луонго виступав в Головній юніорській хокейній лізі Квебека за клуби «Валь-д'Ор Форерс» та «Акаді-Батгерст Тайтен». Луонго обраний «Айлендерс» у першому раунді під 4-им загальним номером на драфті НХЛ 1997. Луонго двічі номінувався на Трофей Везини та Нагороду Лестера Б. Пірсона — обидва рази у складі «Флориди» в 2004 році і раз у складі «Ванкувера» в 2007 році.
На міжнародному рівні Луонго представляв Збірну Канади на багатьох турнірах. Він виборов срібні медалі на Чемпіонаті світу серед молодіжних команд 1999 та виборов звання найкращого воротаря турніру. На Чемпіонатах світу Луонго двічі виграв золоті нагороди в 2003 і 2004 роках та срібні в 2005 році. Також у складі збірної став переможцем Кубка світу 2004 і взяв участь в зимових Олімпійських іграх 2006 в Турині. На зимових Олімпійських іграх 2010 у Ванкувері Луонго в складі збірної Канади став олімпійським чемпіоном, зігравши у фінальній зустрічі.